# Der Magier (Fernsehserie)
Der Magier (Originaltitel: The Magician) ist eine US-amerikanische Fernsehserie. Sie wurde zwischen 1973 und 1974 von B&B Productions im Auftrag von Paramount Television für NBC produziert und wird seit 2005 von CBS Media Ventures international vertrieben.

## Handlung
Der professionelle Bühnenmagier Anthony „Tony“ Blake ist ein Playboy und Philanthrop, der seine Fähigkeiten dazu einsetzt, Verbrechen aufzuklären und den Hilflosen zu helfen.
Jahre zuvor wurde Blake in einem südamerikanischen Land wegen angeblicher Spionage inhaftiert und konnte dem Gefängnis mit einem Zellengenossen entkommen, der ihm nach seinem Tod ein Vermögen hinterließ. Trotz einer späteren Rehabilitation von den falschen Anschuldigungen, die zu seiner ungerechten Inhaftierung führten, kann Blake diese nicht überwinden. Dieser Umstand motiviert ihn, für andere Gerechtigkeit zu suchen.
Blake beginnt sich für die Entfesselungskunst zu interessieren, die ihnen bei der Flucht half, und startet schließlich eine Karriere als Zauberkünstler, die ihn berühmt macht.
Anfangs wohnt Blake in einer privaten Boeing genannt „The Spirit“, die ihm als Operationsbasis dient. An seiner Seite ist sein Pilot Jerry Anderson (im Pilotfilm Jerry Wallace), der ebenfalls die Maschine bewohnt. Blake führt einen luxuriösen Lebensstil: So fährt er eine weiße halb-offene 1973er Chevrolet Corvette mit Targadach und dem exklusiven Nummernschild „SPIRIT“, die ein für die damalige Zeit seltenes Autotelefon besitzt.
Blake wird bei seinen Ermittlungen durch seinen Manager und Kolumnisten Max Pomeroy und dessen brillanten Sohn Dennis unterstützt, der im Rollstuhl sitzt. In der zweiten Hälfte der Staffel bezieht Blake das „Magic Castle“ in Los Angeles, das von Dominick geführt wird; die bisherigen Nebenfiguren sind nur noch in einzelnen Folgen zu sehen.

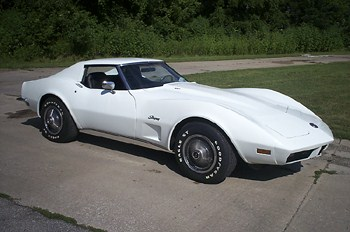
Weiße '73 Corvette C3 ähnlich wie in der Serie

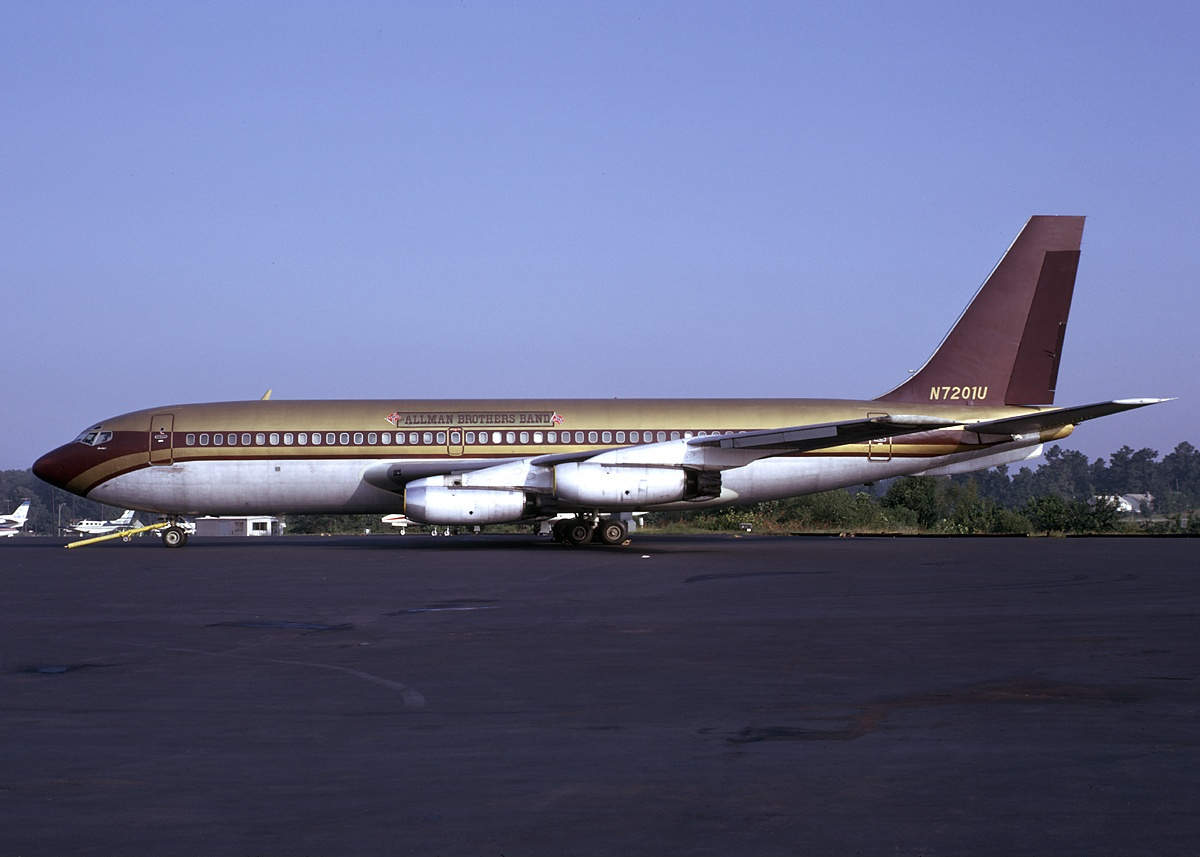
Diese Boeing 720 ″The Starship″ wurde von Rockgruppen bei US-Touren genutzt

## Hintergrund
Hauptdarsteller Bill Bixby, der selbst ein begeisterter Amateurzauberer war, bestand darauf, alle Illusionen persönlich und ohne Trickfotografie vorzuführen (eine Ausnahme bildete lediglich der Pilotfilm); in vielen Folgen der Fernsehserie war zudem im Vorspann eine Ankündigung zu sehen, dass die Zaubertricks ohne Trickfotografie in Szene gesetzt wurden. Bixby wurde von dem Illusionisten Mark Wilson angeleitet, der als technischer Berater der Sendung bzw. „Magic Consultant“ fungierte und auch in einzelnen Folgen in Erscheinung trat.
Neben Entfesselungskünsten (engl. Escapology) zeigte die Serie Zauberkunststücke wie klassische Taschenspielertricks, Kartenkunst, Mentalmagie und Bühnenmagie / Salonmagie.
Nach Absetzung der Serie moderierte Bill Bixby Mitte der 1970er Jahre eine Reihe von „Zaubershows“ auf NBC und die Serie The Wonderful World of Magic (dt. Die wundervolle Welt der Magie).

## Besetzung und Synchronisation
Die Synchronisation wurde von der Arena Synchron GmbH, Berlin, erstellt, nach einem Dialogbuch von Arne Elsholtz und Wolfgang Schick, der auch Dialogregie führte.
| Rollenname                                   | Schauspieler   | Synchronsprecher                        |
| -------------------------------------------- | -------------- | --------------------------------------- |
| Anthony „Tony“ Blake / Anthony „Tony“ Dorian | Bill Bixby     | Norbert Langer                          |
| Jerry Anderson / Jerry Wallace               | Jim Watkins    | Claus Jurichs                           |
| Max Pomeroy                                  | Keene Curtis   | Wolfgang Völz                           |
| Dennis Pomeroy                               | Todd Crespi    | Hubertus Bengsch                        |
| Dominick                                     | Joseph Sirola  | Toni Herbert                            |
| Kathy / Connie                               | Cami Sebring   | Eva-Maria Werth                         |
| Zauberassistent                              | Larry Anderson | Arne Elsholtz                           |
| Mark Wilson (er selbst)                      | Mark Wilson    | Wolfgang Condrus, Hans-Werner Bussinger |

In Der Magier waren im Verlauf der Serie auch Stars wie Mark Hamill, William Shatner, Jessica Walter und John Colicos in Gastrollen zu sehen.

## Ausstrahlung und Episoden
Zwischen dem 2. Oktober 1973 und 15. April 1974 wurde Der Magier auf dem US-amerikanischen Fernsehsender NBC ausgestrahlt; die Fernsehserie wurde jedoch aufgrund geringer Einschaltquoten bereits nach der ersten Staffel abgesetzt und erhielt eine durchschnittliche Nielsen-Zuschauerbewertung von 16,9 und lag damit auf Platz 52 von 81 in der US-amerikanischen Fernsehsaison von 1973–1974. Durch einen Autorenstreik mussten die Drehbücher unter hohem Zeitdruck geschrieben werden, was die Qualität negativ beeinflusste. Die Los Angeles Times bezeichnete die Serie als „die schlechteste Serie in der Geschichte des Fernsehens“.
In Deutschland wurden 20 von 21 Folgen der Fernsehserie, zweiwöchentlich und in ungeordneter Reihenfolge, zwischen dem 1. April 1977 und dem 23. Dezember 1977 im ZDF ausgestrahlt; Folge 20 wurde erst am 6. Dezember 1980 gesendet. In den Jahren 1984 und 1986 zeigte PKS und später dessen Nachfolgesender SAT.1 Wiederholungen der Serie. Zwischen 1989 und 1991 wurde Der Magier jährlich auf ProSieben wiederholt und im Folgejahr auf dem „Kabelkanal“, dem Vorläufer von kabel eins. 1995/96 kam es zu einer Wiederholung auf TV München und letztmals im Dezember 2000 auf dem inzwischen eingestellten Bezahlfernsehsender „Sunset“ von Premiere.
| Folge | Deutscher Titel                  | Erstausstrahlung (DE) | Originaltitel (en)                          | Erstausstrahlung (USA) |
| ----- | -------------------------------- | --------------------- | ------------------------------------------- | ---------------------- |
| 1     | Max Pomeroy im Fadenkreuz        | 15. April 1977        | The Manhunters                              | 2. Oktober 1973        |
| 2     | Ein Duett mit Jane               | 1. April 1977         | The Vanishing Lady                          | 9. Oktober 1973        |
| 3     | Todesurteil für Joanna           | 29. April 1977        | Illusion In Terror                          | 23. Oktober 1973       |
| 4     | Wo warst du, Ian                 | 10. Juni 1977         | Lightning On A Dry Day                      | 30. Oktober 1973       |
| 5     | Retsina                          | 5. August 1977        | Ovation For Murder                          | 6. November 1973       |
| 6     | Gut verpackt ist halb gestorben  | 8. Juli 1977          | Man On Fire                                 | 20. November 1973      |
| 7     | Rosa Magie                       | 24. Juni 1977         | Lady In A Trap                              | 27. November 1973      |
| 8     | Das Spiel der Ganoven            | 19. August 1977       | The Man Who Lost Himself                    | 11. Dezember 1973      |
| 9     | Olsons Coup                      | 13. Mai 1977          | Nightmare In Steel                          | 18. Dezember 1973      |
| 10    | Die Prinzessin                   | 27. Mai 1977          | Shattered Image                             | 8. Januar 1974         |
| 11    | Das Risiko heißt Keegan – Teil 1 | 25. November 1977     | The Illusion Of The Curious Counterfeit (1) | 14. Januar 1974        |
| 12    | Das Risiko heißt Keegan – Teil 2 | 9. Dezember 1977      | The Illusion Of The Curious Counterfeit (2) | 21. Januar 1974        |
| 13    | Der Trick mit der alten Dame     | 14. Oktober 1977      | The Illusion Of The Stainless Steel Lady    | 28. Januar 1974        |
| 14    | Der Trick mit der Queen          | 2. September 1977     | The Illusion Of The Queen’s Gambit          | 4. Februar 1974        |
| 15    | Der Trick mit dem Öl             | 28. Oktober 1977      | The Illusion Of Black Gold                  | 11. Februar 1974       |
| 16    | Der Szechwan-Drache              | 22. Juli 1977         | The Illusion Of The Lost Dragon             | 18. Februar 1974       |
| 17    | Der Trick mit der Spielkarte     | 11. November 1977     | The Illusion Of The Deadly Conglomerate     | 25. Februar 1974       |
| 18    | Pfeile aus dem Hinterhalt        | 30. September 1977    | The Illusion Of The Fatal Arrow             | 4. März 1974           |
| 19    | Der Trick mit dem Spielzeug      | 23. Dezember 1977     | The Illusion Of The Lethal Playthings       | 18. März 1974          |
| 20    | Der Trick mit der Katze          | 6. Dezember 1980      | The Illusion Of The Cat’s Eye               | 25. März 1974          |
| 21    | Der Trick mit den Lanzenspitzen  | 16. September 1977    | The Illusion Of The Evil Spikes             | 15. April 1974         |

Am 25. August 2017 wurde die Serie durch Visual Entertainment in Nordamerika auf DVD veröffentlicht (Region 1).

## Pilotfilm
Der für das Fernsehen produzierte Pilotfilm Der Magier, bei dem Marvin J. Chomsky Regie führte, wurde am 17. März 1973 auf NBC erstmals ausgestrahlt; das Drehbuch wurde von den Autoren Laurence Heath und Joseph Stefano beigesteuert.
Zwischen dem 73 Minuten langen Fernsehfilm und der späteren Serie gab es Namensänderungen einzelner Rollen. So heißt die Figur Jerry Wallace in der Serie Jerry Anderson und der „Magier“ im Film Anthony „Tony“ Dorian: Der Name musste aufgrund eines Konflikts mit dem Namen eines realen Bühnenmagiers geändert werden.

## Einfluss und Trivia
Obwohl von Der Magier nur eine Staffel produziert wurde, hatte die Serie Einfluss auf zahlreiche Medienschaffende und es wurde in verschiedenen, der Serie folgenden Formaten Bezug genommen.
Für den Drehbuchautoren und Produzenten Chris Carter, Schöpfer der Mystery-Serie Akte X – Die unheimlichen Fälle des FBI, gehörte Der Magier zu seinen Lieblingsserien und er nimmt Bezug in der Ursprungsgeschichte der Figur des Agenten Fox Mulder: Dieser wartet als Kind vor dem Fernseher auf den Beginn einer „Magier“-Folge, als es zur Entführung seiner Schwester Samantha durch Außerirdische kommt – was diesen veranlasst nach der Wahrheit zu suchen („I want to believe.“).
In der 1974 spielenden Folge Der große Spontini der Zeitreise-Serie Zurück in die Vergangenheit nimmt der von Scott Bakula gespielte Charakter, Dr. Sam Beckett, den Körper des Zauberkünstlers Harry Spontini ein, der in Der Magier auftreten will; aufgrund seiner durch die Zeitreisen hervorgerufenen teilweisen Amnesie kann sich Dr. Beckett zunächst nur an Bixbys Verbindung zur Serie Der unglaubliche Hulk erinnern, die zu diesem Zeitpunkt allerdings noch nicht gedreht worden war.
Die Folge Mein Lieblingszauberer von Der unglaubliche Hulk ist eine Hommage an Bixbys Wirken in Der Magier und in Mein Onkel vom Mars. In der Episode der dritten Staffel wird Bixbys Figur Dr. David Banner vorübergehend Lehrling eines Bühnenzauberers, der von Ray Walston gespielt wird, einem Schauspielkollegen aus Mein Onkel vom Mars. Auch Mark Wilson ist erneut als „magischer Berater“ in der Folge zu sehen. Pamela Britton hatte bereits zuvor in Der Magier einen Gastauftritt in der Folge Das Spiel der Ganoven – ebenfalls eine Kollegin Bixbys aus Mein Onkel vom Mars.
Der Schauspieler Andrew Robinson orientierte sich, nach eigener Aussage, bei der Verkörperung der Figur des Elim Garak in Star Trek: Deep Space Nine teilweise an Bixbys Darstellung von Anthony „Tony“ Blake.
Larry Anderson, der Blakes Assistent in der Serie spielte, veröffentlichte nach dem Produktionsende selbst einen Video-Magiekurs namens JawDroppers und war 1982 in der Pilotfolge der Fernsehserie Knight Rider in der Rolle des Michael Long zu sehen, aus dem später der von David Hasselhoff verkörperte Michael Knight wird.
In der zweiten Hälfte der Serienstaffel wurde das Flugzeug als Operationsbasis aufgegeben, da im gleichen Jahr eine Ölpreiskrise herrschte und negative Reaktionen des Publikums und in der Presse befürchtet wurden. Der Umzug in das „Magic Castle“, reales Klubhaus der Academy of Magical Arts in Hollywood, ermöglichte zudem die Aufzeichnung vor Publikum und auch Wilson war gelegentlich auf der Bühne neben Bixby zu sehen.